# 战神：背叛
《战神：背叛》是一款二维（2D）横向卷轴动作冒险手机游戏，由和索尼在线娱乐的洛杉矶分部开发，于2007年6月20日在平台发行，它是战神系列游戏的衍生游戏，按情节时间来看发生在首部作品《战神》之后，但索尼互动娱乐官方和聖莫妮卡工作室并未将其归类为系列作品，僅作為衍生遊戲存在。这款游戏从一定程度上改编自希腊神话，以古希腊为背景，复仇为核心主题。玩家操控的主人公是在杀死前任战神阿瑞斯后成为新战神的克雷多斯，他受到陷害，背负谋杀阿耳戈斯的罪名，然后在希腊四处寻找真正的杀手。他最后将面对奥林匹斯派来的信使刻律克斯（Ceryx），这次对抗让克雷多斯与其他同为神灵的同胞们之间更加疏远了。
《背叛》是系列中唯一未在家族发行的游戏，也是唯一一部平面横向卷轴画面游戏。虽然手机游戏平台存在局限性，但与几款家用游戏机前作相同，本作也以动作为主，并将战斗、平台和益智元素相结合。虽然战神系列总体来说属于家用机系列游戏，但《背叛》由于在游戏性、艺术风格和图像上都忠实于该系列，还是获得了赞誉，是“这个杀手级系列中货真价实的第三作”。游戏也赢得了2007年6月的“月度无线游戏”奖和2007年的“最佳（无线）平台游戏”奖。

## 游戏玩法

截图显示克雷多斯正在攻击弥诺陶洛斯和一个亡灵骑士，这款游戏将系列中的三维图像移植为二维画面显示。左上角的抬头显示仪表显示玩家的生命值（绿色）和魔法值（蓝色）。红色的圆点和数字10表示玩家收集到的红色球体数量。

在游戏中玩家控制主人公克雷多斯。虽然本作以二维横向卷轴方式推进，但依然保留了前作中以动作为主的游戏方式，并結合战斗、平台和益智元素。其中的平台元素包括跨越深坑、爬梯和摇荡绳索等。一些谜题需要克雷多斯推动箱子压住开关，以使开关一直开启，或是推动箱子做前行路上的垫板，以攀上平时无法跳跃的高度。
游戏中玩家可以找到绿色、蓝色和红色的宝箱，每个箱子中都有同种颜色的球体。绿色球体可以补充玩家的生命值，蓝色球体会补充玩家的魔法值，红色球体则会增加武器和魔法的经验值，当经验值累积到一定数量，二者就会升级，继而获得一些新的、更强劲的攻击效果。与前作一样，玩家还可能在没有标记的宝箱中找到戈耳工的眼睛和不死鸟的羽毛，两者分别增加玩家生命值和魔法值栏的长度。
克雷多斯的主要武器是混沌雙刃，他的手腕和前臂上缠有链条，链条最外侧连接有两片刀刃。游戏中玩家可以操纵刀刃向各个方向展开攻击。克雷多斯可以使用他在初代《战神》中获得的魔法能力，如美杜莎的注视和哈得斯的兵团，同时还拥有第二种武器阿耳忒弥斯之刃，每一种都提供了不同的战斗方式，让他可以通过不同的方式攻击和杀死敌人（例如美杜莎的注视就可以短暂地将敌人变成石头）。游戏中的对手主要来自希腊神话，其中包括戈耳工、弥诺陶洛斯和刻耳柏洛斯，还有专为游戏设计的新对手，如哈得斯的人型爪牙亡灵骑士和亡灵军团。
玩家在面对强大对手的战斗中有可能触发快速反应事件（QTE），即需要根据屏幕上出现的提示快速按下一系列按钮，如果成功就可以一举解决战斗，但失败则通常会对主人公构成损伤。整个游戏有十个关卡，耗时约两到四小时。除了主游戏模式外，《背叛》中还有一个附加的“竞技场模式”。在该模式中，玩家在主人翁不死亡的情况下杀死一定数量的敌人后，方可以进入下一个级别的竞技场模式游戏。

## 简介

### 设定和角色
与之前的战神系列游戏一样，《战神：背叛》也是以经过改动的古希腊为背景，奥林匹斯众神和其他希腊神话里的众生在此居住。游戏情节发生在2005年作品《戰神》和2010年作品《斯巴达的亡魂》之间。主人公克雷多斯原本是斯巴达大军的一位统帅，他杀死了前任战神阿瑞斯后成为新的战神。其他角色包括女神赫拉的巨人宠物阿耳戈斯，一位身份不明的杀手，还有奥林匹斯信使、赫耳墨斯之子刻律克斯，他也是游戏最终的对手。诸神之王宙斯则未在游戏中直接登场。

### 情节
克雷多斯带领斯巴达军队在希腊各地横行，众神派阿耳戈斯加以阻止，后者带领多头猛兽向克雷多斯进攻。经过一系列的小规模战斗后，阿耳戈斯被一位身份不名的刺客所杀。克雷多斯受到陷害，成为众神的敌人，他在希腊四处追查，希望找到罪魁祸首，但哈得斯的爪牙不断发起进攻，减缓了他的速度。宙斯派刻律克斯给克雷多斯传话：停止不懈的追查，对已经造成的破坏承担责任。然而刻律克斯不慎放跑了刺客，克雷多斯于是与刻律克斯展开大战并杀死了对方。这时他意识到自己的所做所为已经进一步得罪了众神，宙斯将很快对他的挑衅作出回应。

## 开发
2007年5月，索尼在线娱乐在洛杉矶召开新闻发布会，宣布将开发《战神：背叛》。这场游戏将应用共计110段不同的动画，将游戏系列中的三维图像移植为二维画面显示。角色的动画和艺术设计由科技公司完成。仅有的音频内容就是主菜单的管弦配乐和游戏中的背景音效（如挥舞武器的声音）。2007年8月，《背叛》的游戏总监、设计师兼制作人菲利普·科恩表示，在移动平台上为战神系列开发一款游戏实非易事。他表示这一过程虽然让自己感到愉快，但最大的挑战在于，需要在仅有数百kB的存储空间限制下，建立足以描述多个环境的单个地形设置及调色方案，并达到系列创造者圣莫尼卡工作室所创的高标准。科恩于2005年9到10月完成了初步设计方案，并在游戏开发启动的2006年8月进行过改动。针对高端手机的版本于2007年4月完成，而针对低端手机的最终版本则是在2007年6月完成。移植团队在几个星期的时间里让游戏可以在超过200种手机中运行。
科恩表示，游戏开发中的一项挑战就是既要找到战神视觉外观和游戏系统设定的感觉，又要兼顾大多数手机有限的处理能力和内存容量，因为复杂的谜题设计、陷阱、与环境的互动和敌人的行为，这些都对手机性能有一定的要求。他指出，《战神》和《战神II》的游戏总监大卫·贾菲（David Jaffe）和科里·巴罗格（Cory Barlog）二人提供了“很有帮助的反馈和积极的支持”，因而《背叛》开发团队能够准确把握战斗和视觉风格的感觉。开发团队还与家用机游戏的首席战斗设计师埃里克·威廉姆斯（Eric Williams）进行了密切合作。为了让本作的“外观和感觉”与系列相符，开发团队长时间地玩战神游戏，来研究其游戏操作的节奏和技巧。他们还与家用游戏机战神作品的编剧玛丽安·克劳切克紧密合作，后者把《背叛》用作《战神》和《战神II》中情节的桥梁，增加了故事背景，解释众神与克雷多斯之间关系发生变化的原因。

## 反响
| 汇总媒体     | 得分   |
| ------------ | ------ |
| GameRankings | 76.67% |

| 媒体         | 得分   |
| ------------ | ------ |
| GamesRadar+  | [ 13 ] |
| IGN          | 9.0/10 |
| Blogcritics  | [ 14 ] |
| Pocket Gamer | 8/10   |
| Modojo       | [ 16 ] |

《战神：背叛》获得的反响褒贬不一，但以正面评价为主。评论中称赞其游戏性、艺术风格和图像上忠实于战神系列。游戏在上的汇总得分为76.67%。网站的列维·布坎南（Levi Buchanan）称赞本作是“这个杀手级系列中货真价实的第三部作品”。网站的马特·帕普罗奇（Matt Paprocki）也有类似看法，他在评论中写道：“《背叛》是战神系列一次成熟的延伸，它（的表现也）完全对得起这个名字”。他还称赞这将是“你所玩过最优秀的手机游戏之一”，并且在画面上的表现已经足以与当时已有的电子游戏场景相提并论。对于游戏中的暴力内容，网站的克里斯·安蒂斯塔（Chris Antista）声称这“很可能是你在手机上所能见到的最血腥的玩意儿”。网站的威尔·弗里曼（Will Freeman）认为，虽然游戏还不至于给人以“革命性的体验”，但也“足以给人留下深刻印象”，“手机平台的游戏迷们都会对这个绝对实在的版本津津乐道”。不过，网站的贾斯汀·戴维斯（Justin Davis）表示，虽然《背叛》有足够的吸引力让他一直玩到最后，但他并不感觉自己玩得很开心。
游戏中的攻击既获得了赞誉，也受到了批评。安蒂斯称游戏迷会对这种攻击带来的凯旋“心存感激”，但也指出其中“唯一真正（存在）的问题”是操作上的局限性，因为按键的灵敏度会成为操作是否成功的关键因素，他还对游戏过程中玩家按下跳跃键时，人物将自动朝面对的方向跳跃这一设定略有微辞。布坎南则指出，达成攻击的难度太高，令人扼腕，因为玩家必须在很短暂的时间内输入正确的指令，但大部分手机上的按键都很小，进一步增大了操作上的困难。
对于游戏中的战斗，帕普罗奇表示，虽然连击系统已经简化，但开发商还是成功地把战神赖以成名的那些纯粹的野蛮和武力注入到（手机）平台范围内。系统操作简化后，需要克雷多斯使用魔法能力的情况就很少了。但要是玩家仍然选择要使用，那么在战斗的匆忙中对这些能力进行选择将会成为一种负担，玩家需要在整个能力列表中循环反复。他还批评游戏缺少自动存盘功能，玩家如果接到电话，游戏并不会自动保存进度，这“可能导致难以承受的挫折感”。弗里曼表示，多种武器和相结合，让其中的战斗成为对“家用游戏原作中动作内容的一次令人信服的演绎”。戴维斯称，虽然游戏中也存在益智和平台元素，当其重点“显然（还）是战斗”，但感觉其中的战斗系统又“有点浅薄”。他形容游戏中的敌人感觉起来就像是“克雷多斯的沙包”。

### 奖项
网站将《背叛》评为2007年6月的“月度无线游戏”。同时该网站评选2007年最佳无线游戏时，还将本作评为“最佳平台游戏”。